# Orthetrum austrosundanum
Orthetrum austrosundanum är en trollsländeart som beskrevs av Maurits Anne Lieftinck 1953. Orthetrum austrosundanum ingår i släktet Orthetrum och familjen segeltrollsländor. Inga underarter finns listade i Catalogue of Life.